# 岐阜市立茜部小学校
岐阜市立茜部小学校（ぎふしりつ あかなべしょうがっこう）は、岐阜県岐阜市茜部新所4丁目にある公立小学校。

## 沿革
茜部小学校の創立は1883年11月18日であるが、これは茜部村の2つの学校を統合した年である。ここではそれ以前についても記述する。
- 1873年（明治6年） - 茜部村字本郷に茜部学校、茜部村字野瀬に掇英学校が開校する。
- 1883年（明治16年）11月18日 - 茜部学校と掇英学校を統合し、茜部学校となる。現在地に校舎が完成。
- 1890年（明治23年）10月 - 茜部尋常小学校に改称する。
- 1891年（明治24年）10月28日 - 濃尾地震により、校舎が倒壊する。仮校舎で授業を行う。
- 1894年（明治27年）4月 - 新校舎が完成する。
- 1909年（明治42年）4月 - 校舎を増築する。
- 1916年（大正5年）4月 - 茜部尋常高等小学校に改称する。
- 1932年（昭和7年）12月 - 平屋建校舎を改築し、2階建校舎となる。
- 1941年（昭和16年）4月1日 - 稲葉郡茜部国民学校に改称する。
- 1947年（昭和22年）4月1日 - 茜部村立茜部小学校に改称する。
- 1950年（昭和25年）8月20日 - 茜部村が岐阜市に編入される。同時に岐阜市立茜部小学校に改称する。
- 1952年（昭和27年）10月 - 運動場拡張、宿直室校務室を新築する。
- 1953年（昭和28年）10月 - 公民館落成、棕櫚40本植樹する。
- 1955年（昭和30年）7月 - 給食室を新築する。
- 1959年（昭和34年）7月 - プールが完成する。
- 1965年（昭和40年）12月 - 新校舎（鉄筋コンクリート造3階建）が完成。
- 1966年（昭和41年）12月 - 校地を拡張する。校舎（鉄筋コンクリート造3階建）を増築する。
- 1967年（昭和42年）12月 - 校舎（鉄筋コンクリート造3階建）を増築する。
- 1968年（昭和43年）
  - 2月 - 理科学習センターが完成する。
  - 3月 - 校歌を制定する。
  - 12月 - 校舎（鉄筋コンクリート造3階建）を増築する。
- 1969年（昭和44年）12月 - 校舎（鉄筋コンクリート造3階建）を増築する。
- 1970年（昭和45年）3月 - 校舎（鉄筋コンクリート造3階建）を増築する。
- 1972年（昭和47年）3月 - 特別教室が完成する。
- 1976年（昭和51年）7月 - 校地を拡張する。
- 1979年（昭和54年）3月 - 管理棟が完成する。
- 1981年（昭和56年）3月 - 体育館が完成する。

## 通学区域
- 茜部、茜部大野1・2丁目、茜部大川1・2丁目、茜部新所1-4丁目、茜部神清寺1・2丁目、茜部寺屋敷1-3丁目、茜部中島1-3丁目、茜部野瀬1-3丁目、茜部菱野1-4丁目、茜部本郷1-3三丁目、茜町、水主町1・2丁目、境川1-5丁目、茜部辰新1・2丁目[2]。

## 進学先中学校
- 岐阜市立加納中学校

## 交通アクセス
- 岐阜バス

茜部三田洞線（JR岐阜駅バスターミナルから下佐波（E70）・カラフルタウン（E76）・もえぎの里（E72）・高桑（E71））「茜部小学校前」より徒歩約3分。

## 校区内の主な施設など
- 岐阜南警察署
- まどか南幼稚園
- 境川
- 岐阜市中央卸売市場